# Zentai Ferenc (teniszező, 1935–2010)
Zentai Ferenc (Budapest, 1935. február 3. –  2010. június 4.) magyar teniszező, sportvezető, aki meghatározó alakja volt a hazai teniszéletnek.

## Pályafutása

### Teniszezőként
Teniszkarrierje a Vasashoz kötődik, ott nevelkedett, édesapja a Vasas gondnoka, édesanyja pedig a szertárosa volt. Itt lett teniszező és innen hívták be a válogatott keretbe, melynek 1954-től 1962-ig volt tagja

#### Edzőként
Az edzői szakma alapjait testnevelő tanárként a Testnevelési Főiskolán szerezte meg, majd a Vasas sportiskolájának irányítójaként és a válogatott utánpótlás vezetőjeként tevékenykedett, később a Galea junior együttes irányítója volt. 1974-ben mesteredzői címet kapott, 1985-től pedig négy évig a Fed-kupa csapat kapitánya volt.

### Sportvezetőként
1977 és 1990 között a Magyar Teniszszövetség főtitkári pozícióját is betölthette.

## Családja
Fia ifj. Zentai Ferenc szintén teniszező és edző

## Sikerei, díjai
- 1960-ban Szikszay András társával magyar bajnoki címet nyert párosban.
- Mesteredző (1977)

## Külső hivatkozások
- [halott link]
- (kép)